# Nadeschda Walentinowna Rjaschkina
Nadeschda Walentinowna Rjaschkina (russisch Надежда Валентиновна Ряшкина, engl. Transkription Nadezhda Ryashkina; * 22. Januar 1967) ist eine ehemalige russische Geherin.
Bei den Hallenweltmeisterschaften 1989 in Budapest wurde sie für die Sowjetunion startend Vierte im 3000-Meter-Gehen.
1990 siegte sie bei den Goodwill Games im 10.000-Meter-Gehen mit dem Weltrekord von 41:56,23 min.
Bei den Europameisterschaften 1998 in Budapest wurde sie für Russland startend Siebte im 10-km-Gehen.
1990 wurde sie Sowjetische und 1997 Russische Meisterin im 10-km-Gehen.

## Persönliche Bestzeiten
- 10.000-m-Gehen: 41:56,23 min, 24. Juli 1990, Seattle (Weltrekord)
- 10-km-Gehen: 42:25 min, 20. Februar 1998, Adler
- 20-km-Gehen: 1:27:30 h, 7. Februar 1999, Adler (ehemalige Weltbestzeit)